# TT Nyhetsbyrån
TT Nyhetsbyrån (fork. TT, egntl. Tidningarnas Telegrambyrå) er Sveriges nationale nyhedsbureau.
TT blev dannet i Stockholm i 1892 efter en fusion af nyhedsbureauerne Svenska Telegrambyrån og Svenska Pressbyrån. Fusionen skete med støtte fra Fritz Brahde, Alfred Fich, Ritzaus Bureau og Wolffs Bureau (Deutsche Presse-Agentur DPA). 
I dag beskæftiger TT 380 ansatte og omsætter for ca. 605 millioner svenske kroner årligt.
TT ejes i lighed med den danske pendant Ritzau af en række medier, herunder Aftonbladet (20%), Svenska Dagbladet (10%), Stampen AB (10%), Expressen (10%), Dagens Nyheter (10%) og Sydsvenskan (10%).